# Google Recompensa Sua Opinião
O Google Recompensa Sua Opinião, mais conhecido pelo seu nome em inglês Google Opinion Rewards, é um programa baseado em recompensas desenvolvido pelo Google. Ele foi inicialmente lançado como um aplicativo móvel de pesquisa para Android e iOS, desenvolvido pela Google. O aplicativo permite que os usuários respondam à pesquisas e ganhem recompensas. No Android, os usuários ganham créditos na Google Play que podem ser resgatados através da compra de aplicativos pagos da Google Play Store. No iOS, os usuários são pagos via PayPal. O aplicativo está disponível atualmente para baixar em 22 países.
Em maio de 2018, a Google anunciou que incorporaria o Cross Media Panel, outro de seus programas baseados em recompensas ao Google Recompensa Sua Opinião.